# Lago Sciala
Il lago Sciala è un lago etiope situato 200 chilometri a sud della capitale Addis Abeba nel parco nazionale di Abiata-Sciala nella regione dell'Oromia.
Il lago è lungo 15 km e largo circa 12 ed è una caldera vulcanica che ebbe origine da una esplosione avvenuta nel Pliocene.
Il lago, che non ha emissari, è situato a un'altitudine di 1567 metri ed è il più profondo dei laghi etiopi e della Rift Valley. È alimentato oltre che da acque meteoriche anche da sorgenti solforose, nella parte nord-est del lago si trova una sorgente calda. Vi sono nel lago alcuni isolotti (tra cui l'isola Lumina) disabitati ma che raggruppano una delle più grandi popolazioni di pellicani bianchi.